# Cervone, Andrușivka
Cervone (în ucraineană Червоне) este o așezare de tip urban din raionul Andrușivka, regiunea Jîtomîr, Ucraina. În afara localității principale, nu cuprinde și alte sate.
Localitatea face parte din regiunea istorică Volânia, iar după tratatul de pace de la Riga din 1921 a devenit parte a Uniunii Sovietice.

## Demografie
Componența lingvistică a așezării de tip urban Cervone
     Ucraineană (97,81%)
     Rusă (2,08%)
     Alte limbi (0,06%)
Conform recensământului din 2001, majoritatea populației așezării de tip urban Cervone era vorbitoare de ucraineană (97,81%), existând în minoritate și vorbitori de rusă (2,08%).